# OR8I2
OR8I2 (англ. Olfactory receptor family 8 subfamily I member 2) – білок, який кодується однойменним геном, розташованим у людей на короткому плечі 11-ї хромосоми. Довжина поліпептидного ланцюга білка становить 310 амінокислот, а молекулярна маса — 34 661.
| 10         |  | 20         |  | 30         |  | 40         |  | 50         |
| ---------- |  | ---------- |  | ---------- |  | ---------- |  | ---------- |
| MAGNNFTEVT |  | VFILSGFANH |  | PELQVSLFLM |  | FLFIYLFTVL |  | GNLGLITLIR |
| MDSQLHTPMY |  | FFLSNLAFID |  | IFYSSTVTPK |  | ALVNFQSNRR |  | SISFVGCFVQ |
| MYFFVGLVCC |  | ECFLLGSMAY |  | NRYIAICNPL |  | LYSVVMSQKV |  | SNWLGVMPYV |
| IGFTSSLISV |  | WVISSLAFCD |  | SSINHFFCDT |  | TALLALSCVD |  | TFGTEMVSFV |
| LAGFTLLSSL |  | LIITVTYIII |  | ISAILRIQSA |  | AGRQKAFSTC |  | ASHLMAVTIF |
| YGSLIFTYLQ |  | PDNTSSLTQA |  | QVASVFYTIV |  | IPMLNPLIYS |  | LRNKDVKNAL |
| LRVIHRKLFP |  |            |  |            |  |            |  |            |

A: Аланін

C: Цистеїн

D: Аспарагінова кислота

E: Глутамінова кислота

F: Фенілаланін

G: Гліцин

H: Гістидин

I: Ізолейцин

K: Лізин

L: Лейцин

M: Метіонін

N: Аспарагін

P: Пролін

Q: Глутамін

R: Аргінін

S: Серин

T: Треонін

V: Валін

W: Триптофан

Кодований геном білок за функціями належить до рецепторів, g-білокспряжених рецепторів, білків внутрішньоклітинного сигналінгу. 
Локалізований у клітинній мембрані, мембрані.